# Superior (banda)
Superior foi uma banda alemã de metal progressivo, formanda em 1992 e extinta em 2007.

## Histórico
Após a fundação da banda Superior, em 1992, lançaram a demo Timeshift: que já mostrava versões de obras a serem lançadas nos álbuns vindouros, um exemplo disso é 'Tomorrow's Eve', inclusa no álbum de estreia, Behind (álbum).
Até o meio de 1994 excursionaram pelo sudoeste do seu país natal (Alemanha), e quanto mais shows faziam, mais certos focavam que era a hora de lançarem um álbum auto-produzido. Um ano se foi nas composições, arranjos, conceito e afins.
Então veio Behind, gravado 1995 no Roko Soundstudios e pode ser descrito um típico álbum de metal progressivo, que mescla arranjos guitarrísticos pesados com passagens de piano jazzísticas e orquestrações. Quando lançado a banda assina contrato com um selo de Hamburgo, o L.M.P., que entra em contato com gravadoras maiores.
No outono de 1996 Superior fecha acordo com a Modern Music/Noise Records, dando a banda oportunidade de lançar o álbum quase que mundialmente (pois a França não fazia parte da área de atuação da gravadora), e veio a turnê alemã com bandas do porte de: Virgin Steele e Angra dentre outros. Contudo, infelizmente, após a quinta apresentação, o tecladista Jan-Marco Becker fere seriamente a mão (tendo até a necessidade de ser operado durante a turnê). Andre Matos, vocalista do Angra se oferece para ensaiar com eles, a fim de mantê-los em turnê. As complicações com a mão do tecladista leva a uma pausa mais que forçada para a banda, rejeição de convites feitos pela gravadora para sair em turnê, e sem chance de promover o trabalho de modo tão satisfatório quanto eles esperavam.
Já em 1997, com a recuperação do integrante, recomeçaram a excursionar, começando por um tímida turnê pela França, fazendo apresentações acústicas inclusive. Ocorrem shows pela Alemanha, e nesse interim já desenvolviam o novo material, que viria a ser usado nos próximos álbuns.
Do meio de março ao meio de maio de 1998 foi gravado, mixado e masterizado Younique, mais uma vez no Roko Soundstudios, álbum esse identificado por guitarras cheias de 'riffs', arranjos technos, sons étnicos (como sítara, por exemplo), solos de saxofone, o que fez muitas edições da mídia especializada no assunto a celebrar Younique pelo mundo. Veio a turnê por: Alemanha, França, Nova Zelândia e Bélgica.
A terceira realização da banda foi um esforço mutuo entre a gravadora francesa e a banda, pois se tratava de algo que viria a ser um 'álbum conceitual', abordando sobre fanatismo religioso que pode levar ao 'terrorismo'. Seis meses no Roko Soundstudios foi o tempo necessário para gravação de Ultima Ratio visivelmente menos experimental que seu antecessor Younique. Isso foi proposital, uma vez que todos envolvidos (banda e gravadoras) sabiam muito bem que a empreitada de Younique tirou a banda do estilo inicial, criando a necessidade de voltar as origens. Ultima Ratio caracteriza-se por arranjos bem estruturados com ótimas melodias de voz.
Apesar de desde agosto de 2006 a banda se preparar para sua nova experiência em estúdio, prevendo o lançamento do álbum New World Order, a banda encerra as atividades no ano seguinte.

## Integrantes
- Michael Tangermann - vocal
- Bernd Basmer - guitarra
- Michael Müller - guitarra
- Martin Reichhart - baixo
- Jan Marco Becker - teclado
- Thomas Mayer - bateria

## Discografia
- Behind (álbum) (1996)
- Younique (1998)
- Ultima Ratio (2002)